# Округ Мичел (Ајова)
Округ Мичел (енгл. Mitchell County) је округ у америчкој савезној држави Ајова.

## Демографија
По попису из 2010. године број становника је 10.776, што је 98 (-0,9%) становника мање 2000. године.
| Група             | 2000.          | 2010.          |
| Белци             | 10.752 (98,9%) | 10.564 (98,0%) |
| Афроамериканци    | 19 (0,2%)      | 21 (0,2%)      |
| Азијати           | 19 (0,2%)      | 28 (0,3%)      |
| Хиспаноамериканци | 63 (0,6%)      | 110 (1,0%)     |
| Укупно            | 10.874         | 10.776         |